# Gregor Punchatz
Gregor Punchatz (né en 1967) est un artiste recruté par id Software lors du développement du jeu vidéo Doom pour créer des sculptures de quelques monstres. Il construisit ses modèles à partir d'armatures en acier pour ensuite les recouvrir de latex.
Après son travail sur Doom, il fit un travail similaire de modelage pour de nombreux films d'Hollywood, incluant La Revanche de Freddy, RoboCop et RoboCop 2. Il fut également directeur de l'animation sur le film Spy Kids 2 : Espions en herbe.
Gregor est le fils de Don Ivan Punchatz, qui dessina la boîte et le logo de Doom.